# Коста Ђорђевић (шумарски стручњак)
Коста Ђорђевић (Краљево, 1848 – Београд, 1900) био је српски шумарски стручњак и начелник министарства.

## Биографија
Коста Ђорђевић је рођен у Краљеву 1848. године, у сиромашној породици. Рано је остао бе оца. Основну школу је завршио у родном граду, гимназију је започео у Чачку, а завршио у Крагујевцу 1866. године. Дипломирао је на Правном факултету Велике школе у Београду 1870. године. У два наврата се обраћао Министарству просвете како би добио службу гимназијског професора, али без успеха. Запослио се 1870. године као практикант Окружног суда у Крушевцу. Годину дана касније упућен је као државни питомац на Шумарску академију у Таранту у Саксонији, где је био три семестра. Четврти и пети семестар је похађао на Политехници у Карлсруеу, шести на Шумарском факултету у Дрездену, а специјализацију из области уређивања шума у Нансију.
У Србију се вратио 1875. године и почео је да ради као суплент у Земљоделско-шумарској школи у Пожаревцу. У Београд је прешао 1879. године, када је добио посао архивара Управе фондова у Министарству финансија. Након тога био је секретар Економског одељења истог министарства све до 1883. године. Од 1883. до 1888. године био је помоћник управе Државне ергеле у Љубичеву код Пожаревца. По повратку у Београд запослио се у Миистарству народне привреде, прво као секретар (1889), па као начелник Одељења за шумарство (1890). Ову дужност је обављао све до пензионисања 1894. године.
Приказивао је најзначајније врсте дрвећа у Србији, рад са њима и како произвести саднице за вештачко пошумљавање. Око 1880. године радио је као члан комисије која је надзирала спровођење Закона о насељавању четири округа ослобођена 1878. године, па је ту пприлику искористио да пише о стању шума и приликама у шумарству у овим крајевима, али и о друштвеним и економским односима. Спровео је и предлог Закона о шумама из 1891. године, у чији текст је ушао и знатан бриј његових предлога. Захваљујући њему је донет и ценовник о продаји дрвета и успешније су ограничене државне шуме.
Написао је и велики борј стручних чланака, пре свега о уређењу шума, који су објављени у часописима Пољопривредни календар и Тежак. За Светску изложбу у Паризу 1900. године припремио је споменицу о шумама Краљевине Србије (назив: Шуме у Краљевини Србији). Од 1880. године био је редовни члан Српског пољопривредног друштва и члан његовог Управног одбора. Као члан Хрватско-славонског шумарског друштва учествовао је на изложби у Осијеку и годишњој скупштини тог друштва у Сремској Митровици 1888. године.
Коста Ђорђевић је преминуо 1900. године у Београду.